# Élections législatives niuéennes de 1987
Des élections législatives se tiennent à Niué en mars 1987.

## Système politique et électoral
Pays composé d'une unique île polynésienne, Niué est un État de facto indépendant, en libre association avec la Nouvelle-Zélande, qui conserve de jure la souveraineté sur l'île. En pratique, il n'y a pas d'ingérence néo-zélandaise dans les affaires niuéennes. Niué est une démocratie parlementaire fondée sur le modèle de Westminster.
Le Fono Ekepule est un parlement monocaméral composé de 20 députés élus pour trois ans selon un mode de scrutin mixte. Le pays compte quatorze circonscriptions électorales, élisant chacune un député. Chaque village niuéen correspond à une circonscription, à l'exception de la capitale, Alofi, qui est scindée en deux d'entre elles. Pour ces quatorze sièges, l'élection s'effectue au scrutin uninominal majoritaire à un tour, hérité du modèle britannique. Pour l'attribution des six autres sièges, les électeurs (soit tout résident permanent âgé d'au moins 18 ans) sélectionnent six noms parmi une liste de candidats. Ces sièges sont ainsi attribués via un mode de scrutin plurinominal majoritaire à un tour : les six candidats ayant reçu le plus de voix sont élus.

## Contexte
Le gouvernement de Robert Rex a conservé sa majorité parlementaire à toutes les élections depuis l'indépendance du pays en 1974. Pour ces élections de 1987, l'ancien ministre Young Vivian a initié le premier parti politique du pays, le Parti du peuple niuéen (PPN), mené par Sani Lakatani, parti d'opposition au gouvernement en place. Le parti souhaite obtenir la réouverture d'une usine de traitement de fruits sur l'île, pour y créer des emplois dans le secteur privé. Les entreprises niuéennes précédentes ayant fermé faute de rentabilité, la population vit d'emplois dans le secteur public, ou bien d'agriculture vivrière, ou bien émigre massivement en Nouvelle-Zélande à la recherche d'emplois : L'île compte une population de quelque 2 800 personnes en 1987, tandis qu'environ 10 000 Niuéens vivent en Nouvelle-Zélande.

## Résultats
Les résultats détaillés ne sont pas connus. Le PPN obtient quatre sièges (les députés Young Vivian, Morris Tafatau, Uluvili Tohovaka et Siona Talagi), mais Sani Lakatani échoue à être élu au Parlement. Dix-sept des députés sortants sont réélus, et le gouvernement de Robert Rex est reconduit par la majorité parlementaire en avril,.